# Jack Lovelock

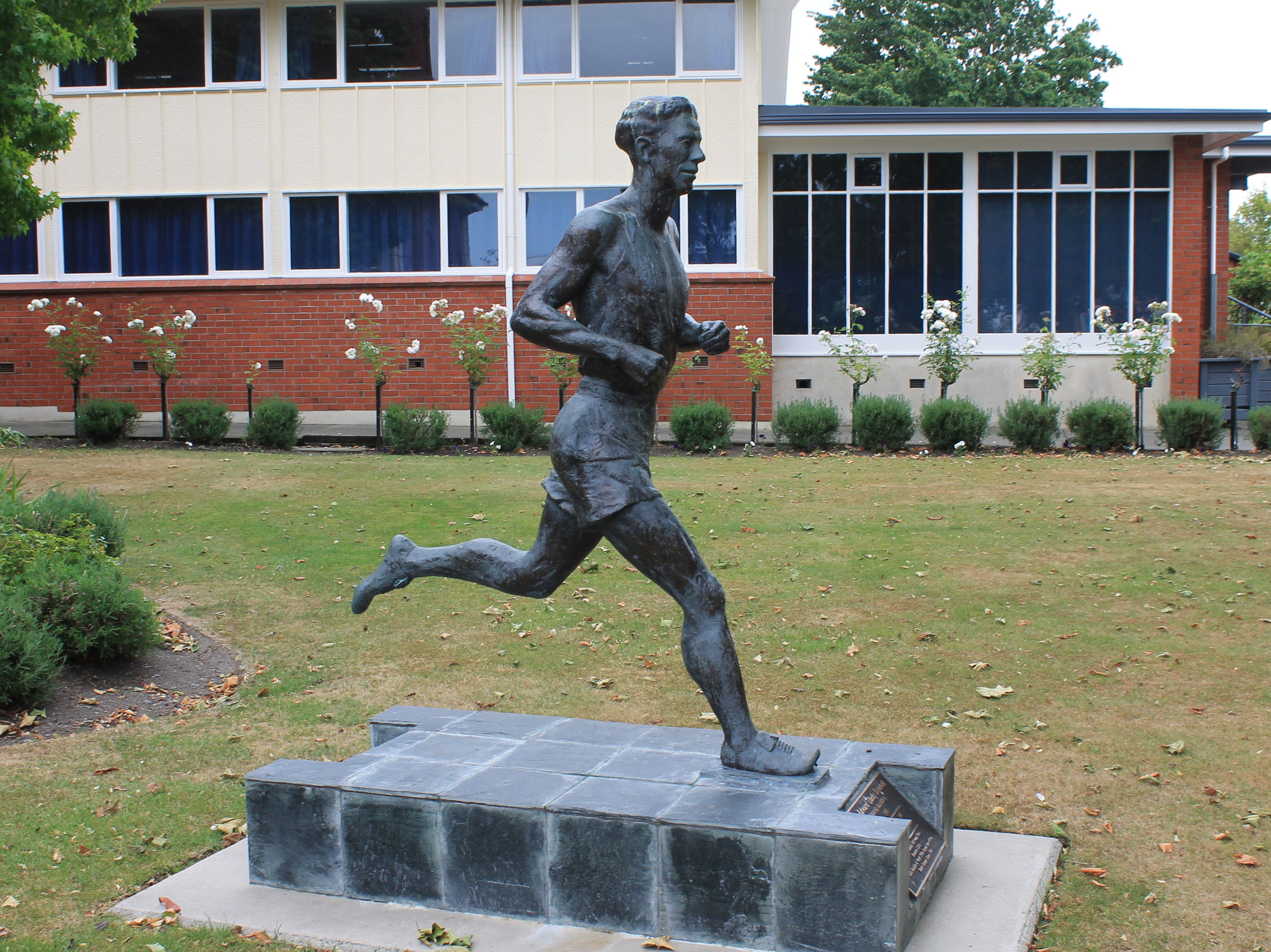
Jack Lovelock (Statue auf dem Gelände der Timaru Boys High School in Timaru, Neuseeland)

John Edward „Jack“ Lovelock (* 5. Januar 1910 in Crushington bei Reefton; † 28. Dezember 1949 in Brooklyn, New York City) war ein neuseeländischer Mittelstreckenläufer und Mediziner, der 1936 Olympiasieger wurde.

## Jugend und Ausbildung
Lovelock wurde als Sohn englischer Einwanderer geboren. In seiner Kindheit zog die Familie nach Greymouth, Temuka, Fairlie und Timaru. Sein Vater hatte eine Anstellung als Manager der Mount Cook Motor Company. Sein Vater verstarb bereits 1923, als Jack 13 Jahre alt war. Es wurde vermutet, dass dieser frühe Verlust ihm den Antrieb für seine Leistungen gab. Bereits in der Grundschule hatte er bei den Juniorenmeisterschaften sein erstes Stipendium gewonnen.
Lovelock zeigte auch während seiner Zeit an der High School seine sportlichen Talente. Später studierte er Medizin an der University of Otago. In dieser Zeit gewann er für die Universitäts-Mannschaft im Meilenlauf bei den neuseeländischen Meisterschaften. 1930 gewann er das Rhodes Stipendium zum Besuch des Exeter College an der Universität Oxford, an die er 1931 ging. Dort profitierte er von der Gesellschaft von Jerry Cornes, dem Präsidenten des Oxford University Athletic Club und Weltklasse-Sportler. Zu dieser Zeit traf Lovelock auch mit Arthur Porritt zusammen, einem ehemaligen olympischen Medaillengewinner über eine Meile und späteren General-Gouverneur, der jetzt in Großbritannien als Chirurg arbeitete. Porritt wurde sein Freund und Berater. In der Folgezeit wurde sein Training gewissenhafter und stand unter medizinischer Beobachtung.

## Sportliche Erfolge
Seine sportlichen Fortschritte erstaunten jeden. Am 26. Mai 1932 stellte er einen neuen britischen und Commonwealth-Rekord über eine Meile auf. Somit wurde er zum fünftschnellsten Meilen-Läufer der Geschichte. Zwei Wochen später brach er den Weltrekord über eine dreiviertel Meile mit einer Zeit von 3:02,2 Minuten, was ihn zum favorisierten Bewerber für den 1500-Meter-Lauf der Olympischen Spiele in Los Angeles (1932) machte. Auf Grund seiner Unerfahrenheit auf internationalem Niveau erreichte er jedoch nur den siebten Platz. Die ersten Plätze gingen an den Italiener Luigi Beccali (Gold), den Briten Jerry Cornes (Silber) und den Kanadier Phil Edwards (Bronze). Das folgende Jahr widmete er ausschließlich seinen Studien und dem Training. 1934 verließ er Oxford und ging an die St Mary’s Hospital Medical School in London. Kurze Zeit später gewann er drei wichtige Läufe über eine Meile in Londons White City Stadium, u. a. die AAA-Meisterschaften und die British Empire Games 1934.
Mitte 1935 litt er an einer Entzündung des Knies und an einer Schwellung der Achillessehne. Er behandelte sich selbst durch Injektionen mit einem Impfstoff, hergestellt von Alexander Fleming. Nach der Wiederherstellung seiner Gesundheit begann er mit dem intensiven Training für die kommenden Olympischen Spiele. Seine Stärke war, dass er über lange Strecken ein hohes Tempo gehen konnte und trotzdem noch genug Kraft für einen starken Endspurt hatte. Einige Zeit überlegte er ernsthaft, ob er nicht besser über 5000 oder 10.000 Meter antreten sollte, da die Konkurrenz über 1500 Meter sehr groß war. Sein Trainingspensum entsprach bereits dem der Langstreckenläufer.

### Olympische Spiele 1936 in Berlin

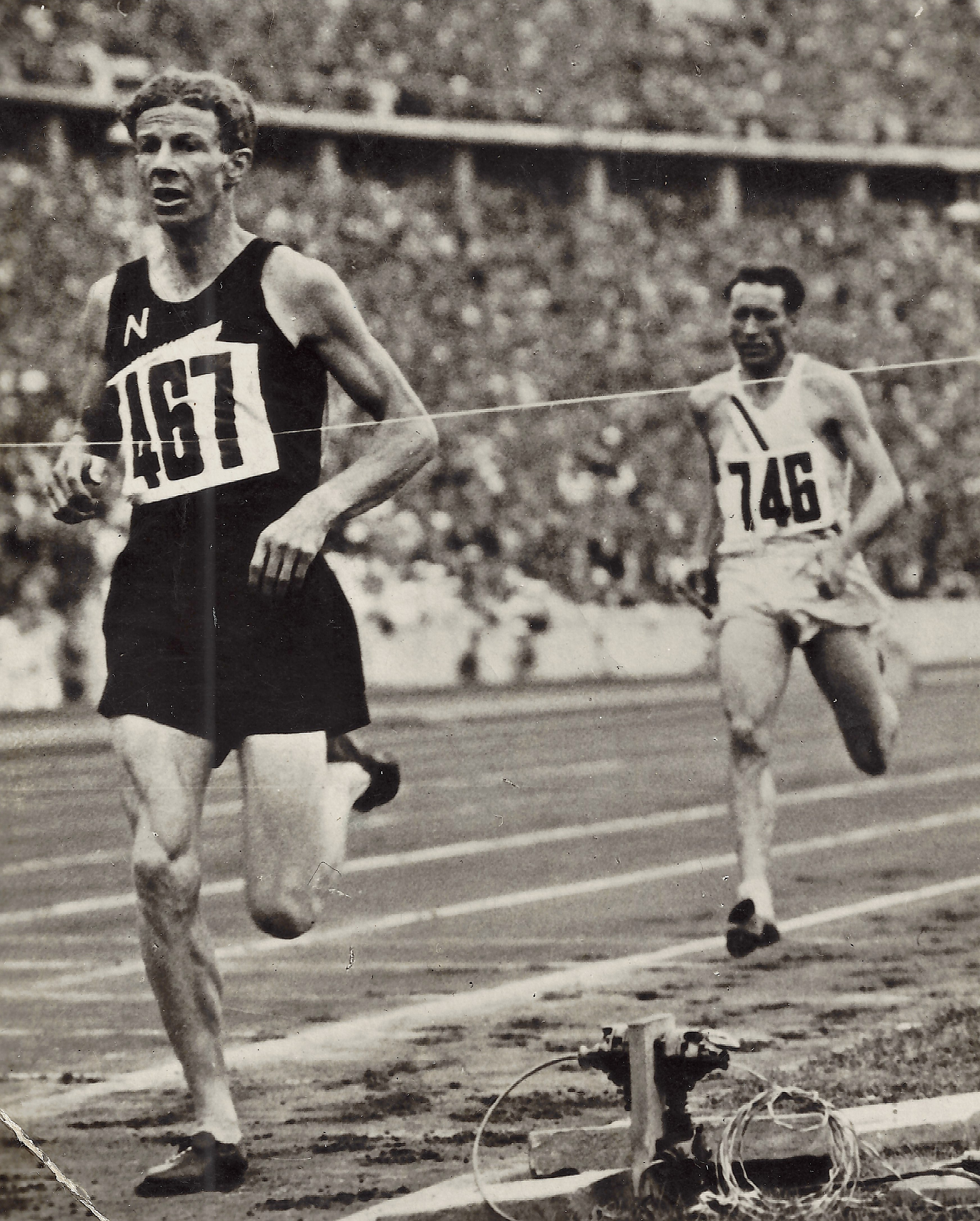
Jack Lovelock beim Durchbrechen der Ziellinie bei seinem 1500-m-Weltrekordlauf bei den Olympischen Spielen 1936 in Berlin

Bei den Olympischen Spielen 1936 in Berlin entschied er sich aber doch für Teilnahme am 1500-Meter-Lauf. Das Finale am 6. August war ein starkes Rennen und wurde von Anfang an von Glenn Cunningham dominiert. 300 Meter vor der Ziellinie wollte Luigi Beccali wieder zu seinem mächtigen Endspurt wie 1932 ansetzen, wurde aber von dem ihn überholenden Lovelock überrascht, welcher sich damit die Goldmedaille sicherte. Silber ging an Cunningham und Bronze an Beccali. Lovelock gewann diesen Lauf mit einer Zeit von 3:47,8 Minuten, was einen neuen Weltrekord darstellte und mit einem Vorsprung von über vier Metern auf seine Verfolger. Gleichzeitig war es die erste Goldmedaille für Neuseeland in der Leichtathletik.
Sein Olympiasieg wurde, in einer einzigen Einstellung gefilmt, später in Leni Riefenstahls Film Olympia verewigt. 1990 gab das neuseeländische Postministerium zu seinem Gedenken eine 40-Cent-Sondermarke heraus.

## Karriere nach der aktiven Sportlerlaufbahn
Kurz danach beendete er seine sportliche Karriere. Den angebotenen Posten als nationaler Sportdirektor Neuseelands lehnte er ab, da er öffentliches Aufsehen nicht mochte, und kehrte nach England zurück. Dort graduierte und praktizierte er, spezialisierte sich auf Rheumatismus und betätigte sich als freier Journalist. Im Zweiten Weltkrieg diente er in der britischen Armee als medizinischer Offizier an der Heimatfront. 1940 hatte er einen Reitunfall bei einer Jagd. Darauf verminderte sich seine Sehkraft und er wurde zeitweilig von Schwindelanfällen geplagt.
Lovelook heiratete am 26. März 1945 Cynthia Wells James, eine US-amerikanische Sekretärin beim amerikanischen Krankenhaus. Sie hatten zwei Töchter, Mary und Janet. 1947 zogen sie um nach Brooklyn, New York, wo Lovelook den Doktortitel erlangte und als stellvertretender Direktor der physikalischen Medizin und Direktor der Rehabilitationsabteilung am New York Hospital for Special Surgery in Manhattan arbeitete. Am 28. Dezember 1949 bekam er, an einer Grippe leidend, in der Church Avenue Station in Brooklyn einen seiner Schwindelanfälle, geriet unter die einfahrende U-Bahn und war sofort tot.

## Rezeption
Der neuseeländische Autor James McNeish beschäftigte sich während eines DAAD-Stipendiums in Berlin 1983 mit Lovelock, interessiert an den immer noch nicht völlig geklärten Umständen seines Todes und der Persönlichkeitsveränderung des Sportlers, die nach 1936 zum Abbruch der sportlichen Karriere führte. McNeishs Tagebuch Ahnungslos in Berlin wurde 1986 in der LCB-Edition auf Deutsch veröffentlicht und ist die Vorarbeit zum Lovelock-Roman Auckland, der nur in englischer Sprache veröffentlicht wurde.
In seiner ehemaligen Schule, der Timaru Boys High School ist ihm eine Ausstellung gewidmet. Auf dem Gelände der Schule befindet sich auch eine Statue von Lovelock sowie seine Olympia-Eiche mit Gedenkstein.

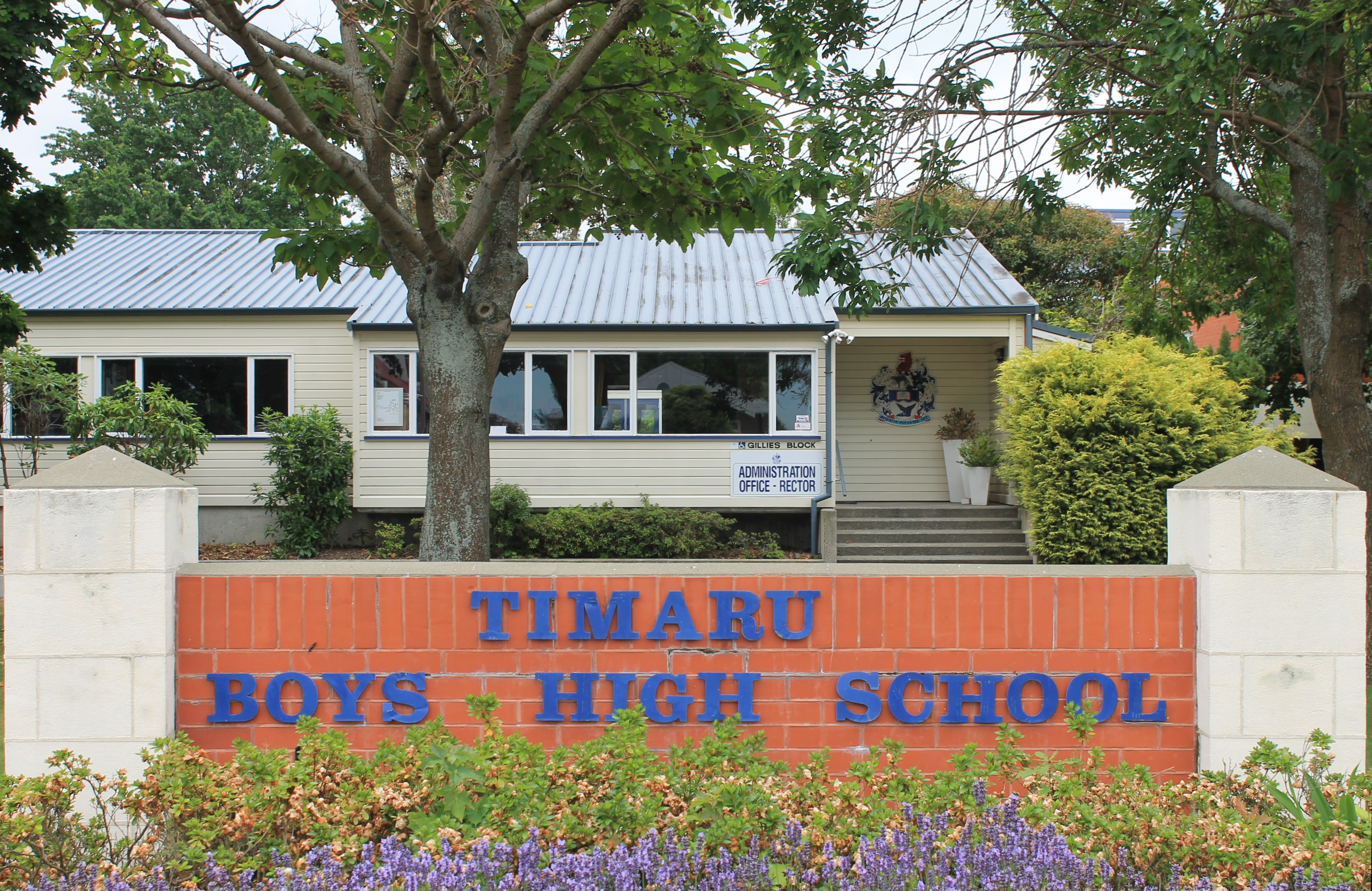
Timaru Boys High School
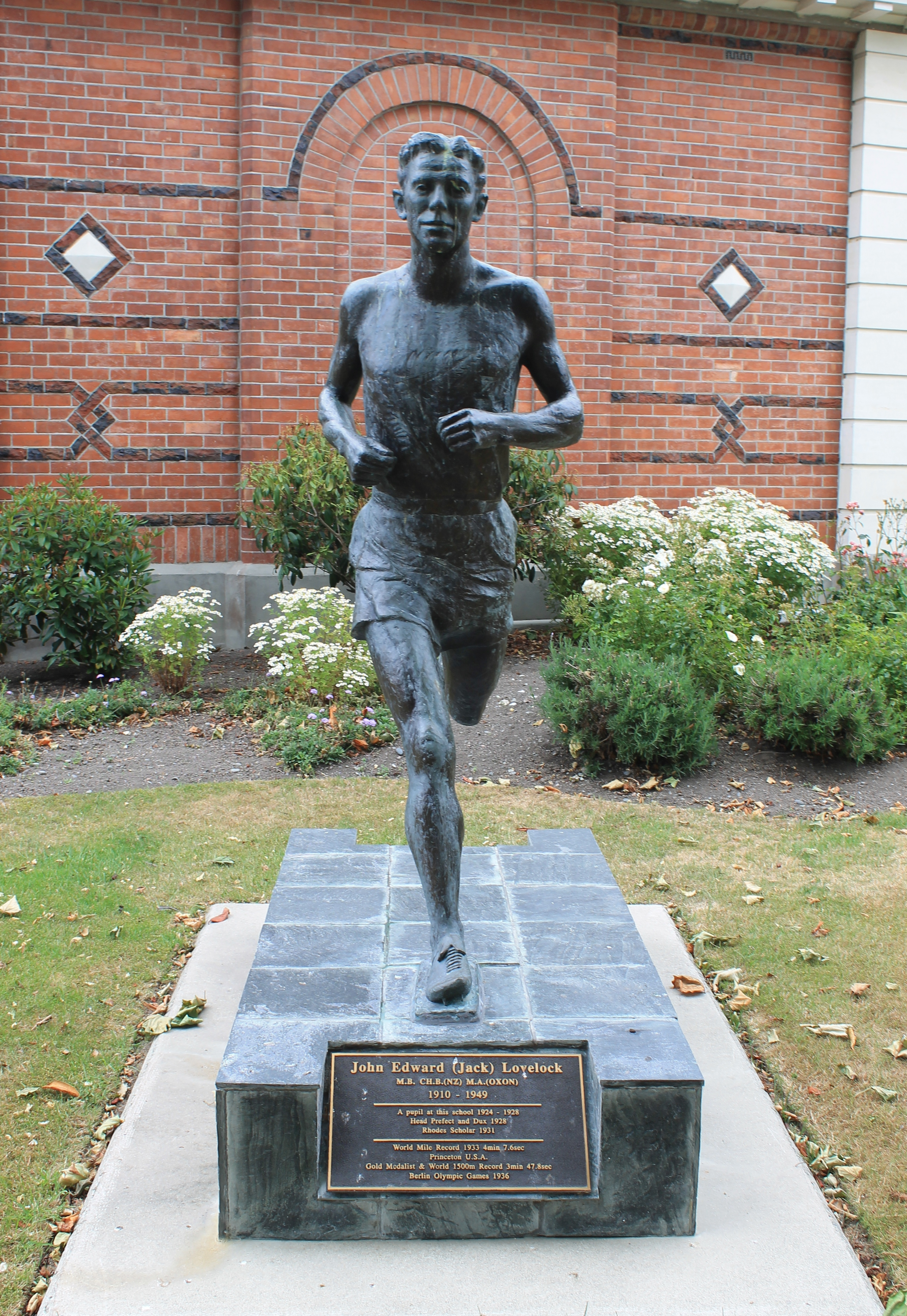
Statue of Jack Lovelock
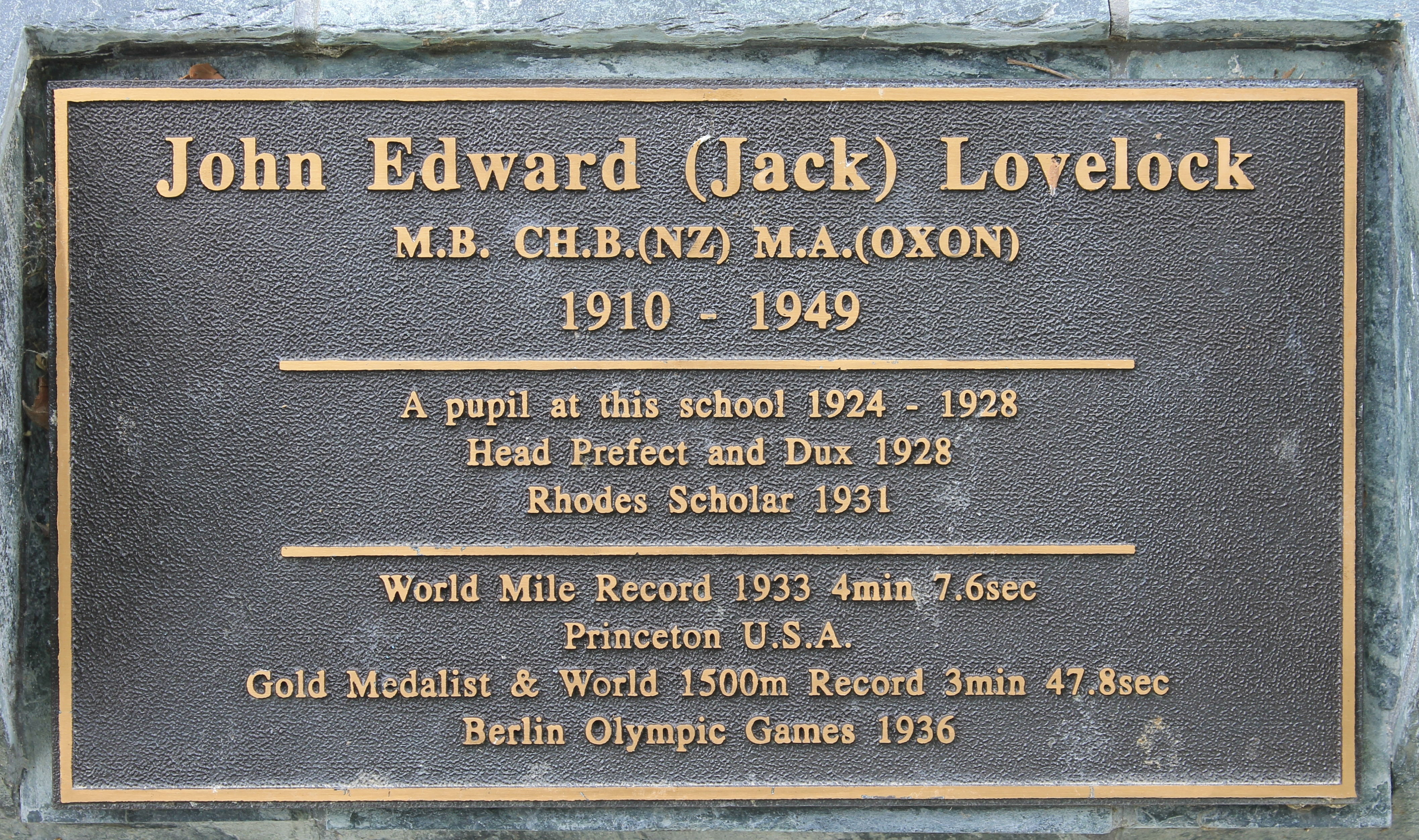
Plakette auf der Stirnseite der Jack-Lovelock-Statue
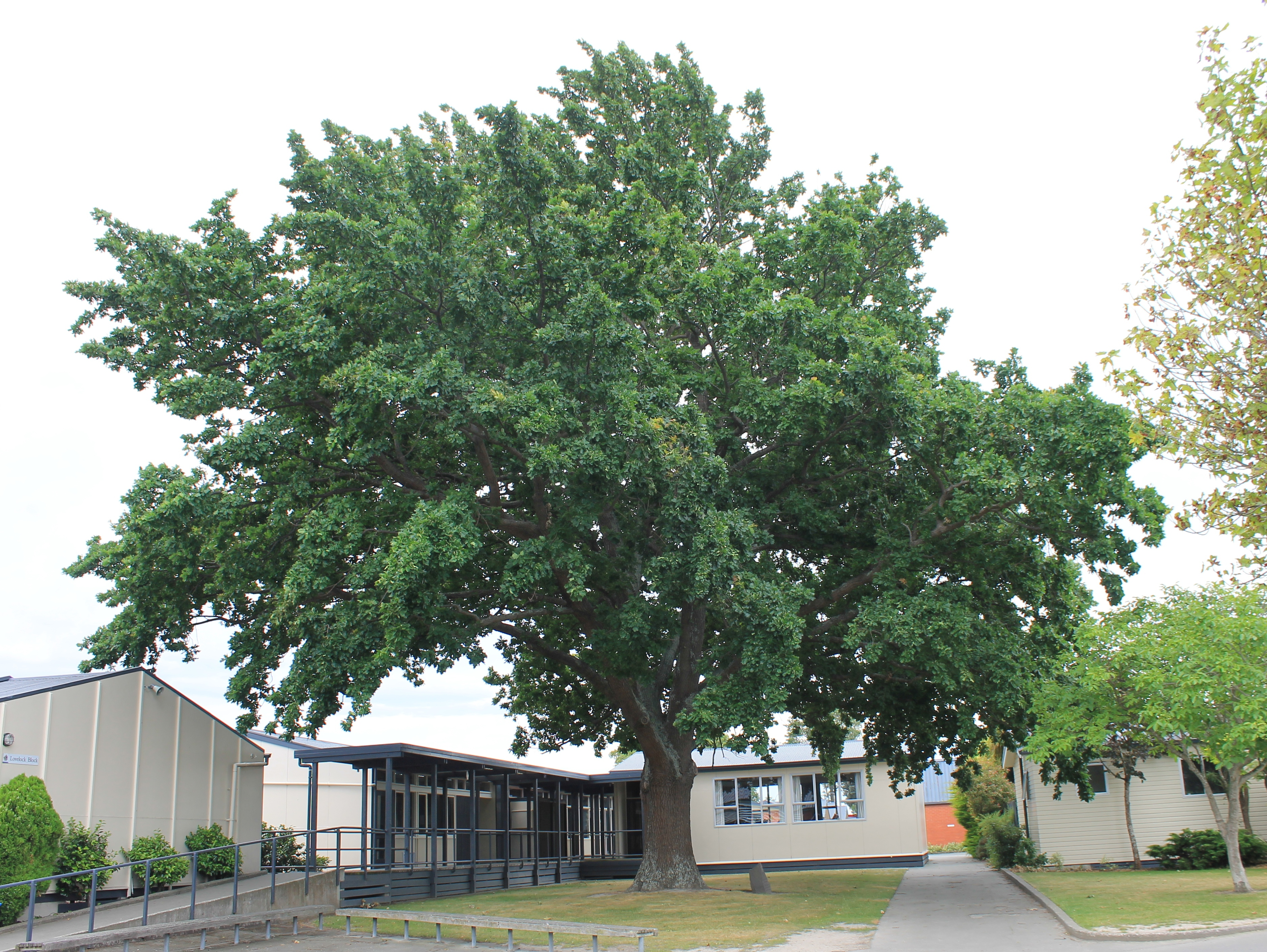
Lovelock Oak
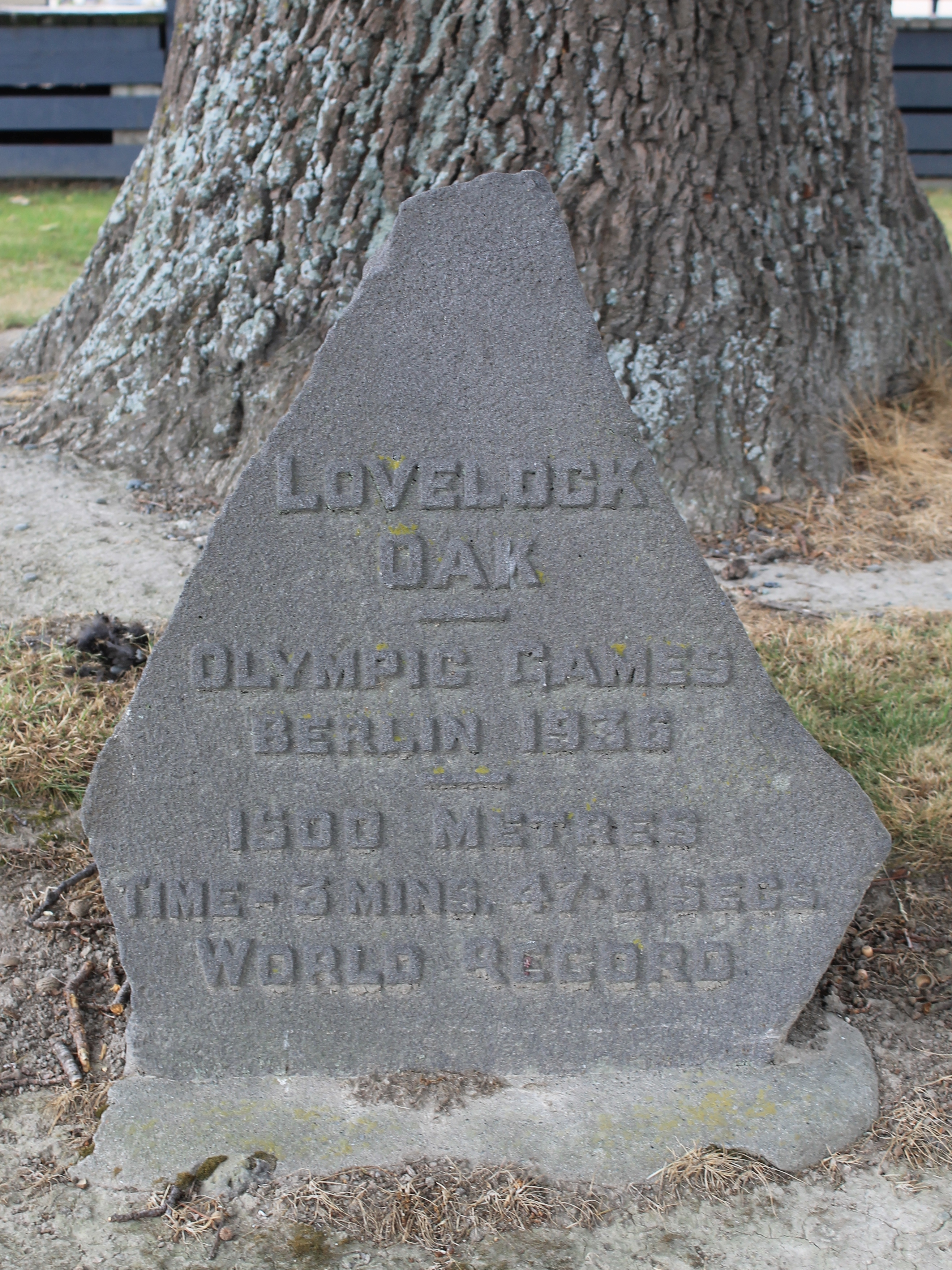
Gedenkstein der Jack Lovelock Oak

Auf dem Olympia-Gelände in München ist der Weg vom Stadion zum damaligen Standort des Olympischen Dorfes nach Lovelock benannt.